# ФК Марбея
Марбеля Футбол Клуб (на испански: Marbella Fútbol Club) е испански футболен отбор от град Марбеля, област Андалусия. Основан е през 1997 г. През сезон 2014-15 г. тимът играе в третото ниво на испанския футбол Сегунда дивисион Б.

## Български футболисти
- Георги Йорданов: 1993/94 - (21 мача - 1 гол)